# Theuville-aux-Maillots
Theuville-aux-Maillots là một xã thuộc tỉnh Seine-Maritime trong vùng Normandie miền bắc nước Pháp.

### Huy hiệu
| Arms of Theuville-aux-Maillots | The arms of Theuville-aux-Maillots are blazoned: Argent, an oak eradicated vert, and on a chief azure, 2 stalks of wheat in saltire Or. |

## Dân số
| 1962                                            | 1968 | 1975 | 1982 | 1990 | 1999 | 2006 |
| ----------------------------------------------- | ---- | ---- | ---- | ---- | ---- | ---- |
| 422                                             | 470  | 423  | 411  | 416  | 378  | 437  |
| Starting in 1962: Population without duplicates |      |      |      |      |      |      |